# Distretto di Solapur
Il distretto di Solapur è un distretto del Maharashtra, in India, di 3 855 383 abitanti. È situato nella divisione di Pune e il suo capoluogo è Solapur.